# Mr. Hitchcock, wie haben Sie das gemacht?
Mr. Hitchcock, wie haben Sie das gemacht? ist der deutsche Titel des 1966 im französischen Original veröffentlichten Buchs Le Cinéma selon Hitchcock (wörtlich: Das Kino nach Hitchcock) des Filmkritikers und Regisseurs François Truffaut. Es gibt ein rund 50-stündiges Interview wieder, das Truffaut mit dem Filmregisseur Alfred Hitchcock im August 1962 geführt hat. Es gilt bis heute als eines der Hauptwerke der Filmliteratur. Im Dokumentarfilm Hitchcock/Truffaut (englischer Titel) aus dem Jahr 2015 geht es um das Buch.

## Hintergrund
Truffaut befragte, unterstützt von seiner Mitarbeiterin Helen Scott, Alfred Hitchcock, den er aufgrund seiner Arbeit verehrte, zu all seinen bis dahin knapp 50 Filmen. Truffaut selbst sprach französisch, Hitchcock englisch, Helen Scott übersetzte das Gespräch. Die Nacharbeiten an dem Buch nahmen wesentlich mehr Zeit in Anspruch als vorgesehen. Grund waren der Materialumfang, notwendige Recherchen bezüglich der vorgesehenen Bebilderung und vor allem Probleme mit der Übersetzung der Tonbandaufzeichnungen. Daher fand im Juli 1966 ein abschließendes Interview zu Hitchcocks in der Zwischenzeit fertiggestellten zwei Filmen Marnie und Der zerrissene Vorhang statt. 
Das Manuskript hatte schließlich 750 Seiten und über 300 Fotografien. Die im November 1966 in den Handel gekommene französische Originalausgabe hatte das Großformat 22 cm × 24 cm und 260 Seiten sowie 450 Fotos. Während in Frankreich zunächst nur 5.000 Exemplare verkauft wurden, war das Buch in den USA ein Renner: Insgesamt wurden 36.000 Exemplare als Hardcover und Taschenbuch verkauft. In Deutschland erschien das Buch erstmals 1973 als Taschenbuch unter dem Titel Mr. Hitchcock, wie haben Sie das gemacht?. Die Übersetzung erfolgte durch die Filmkritiker Enno Patalas und Frieda Grafe, die Zahl der Bilder war gegenüber dem Original deutlich verringert.
Im Jahr 1984 erschien in Frankreich eine Neuauflage des Buchs unter dem Titel Hitchcock. Diese Ausgabe wurde von Truffaut etwa ein Jahr vor seinem Tod fertiggestellt und enthält ein ergänzendes neues Vorwort sowie ein zusätzliches Kapitel, das sich mit den Jahren 1966 bis 1980 befasst. Dieses Buch erschien in deutscher Übersetzung erstmals 1999 unter dem Titel Truffaut / Hitchcock. Dies war somit die erste gebundene deutschsprachige Ausgabe des Klassikers, die zudem alle Bilder enthielt, die zuvor in der Taschenbuchausgabe entfallen waren. Dieses Buch enthält weiterhin ein Nachwort des deutschen Herausgebers, Robert Fischer, worin die Entstehungs- und Veröffentlichungsgeschichte des Werks reflektiert wird.

## Kritik
- Die Paris-Presse schrieb am 14. November 1966, das Buch sei „die schönste Art und Weise, sich durch zwei Menschen, die über ihren Beruf sprechen, dem Kino zu nähern.“
- Die Zeitschrift Les Nouvelles littéraires schrieb: „Dieses Buch ist eine Revolution in der Filmkritik“
- L′Aurore meinte: „‚Le Cinéma selon Hitchcock‘ ersetzt vier Semester Vorlesungen an der IDHEC.“[1]
- Die Wochenzeitung Candide nannte es „das außergewöhnlichste Buch, das jemals einem Regisseur zu Lebzeiten gewidmet wurde“.
- Benjamin Heinrichs schrieb in der Süddeutschen Zeitung: „[…] das Buch ist mehr als ein Buch, es ist ein großer Spaß und ein großes Abenteuer, ein journalistisches Meisterstück, eine Regisseur-Biographie, ein Lehrbuch über den Film und das Filmen, eine große Hitchcock-Retrospektive, eine Sammlung unveröffentlichter, unverfilmter Hitchcock-Erfindungen. Und das Spannendste: Beim Reden über Filme entsteht ein neuer Film: ein Zwei-Personen-Film mit und über François Truffaut und Alfred Hitchcock.“
- Hitchcock selbst schrieb Truffaut im Dezember 1966: „Ich finde das Buch prächtig und ich beglückwünsche Sie dazu.“

## Dokumentarfilm
- Hitchcock/Truffaut. Frankreich/USA, 2015, Regie: Kent Jones.